# Rosenkrantz
Rosenkrantz er en dansk uradelsslægt. Ældste kendte medlem af slægten var en Niels Iversen (nævnes 1308). I sagnhistorien går slægten tilbage til 600-tallet, men den træder frem af historiens tågeslør som en stormandsslægt, der har sit udspring i den norddjurske herregård Hevringholm.
Slægten bliver vidt forgrenet i de følgende århundreder. 

## Linjer
Danmarks Adels Aarbog foretager følgende opdeling i linjer:
- Linje I: Den ældste linje (Hevringholm-linjen). Omfatter slægtens ældste medlemmer, der er knyttet til herregården Hevringholm på Norddjursland. Dækker perioden fra ca. år 1300 – 1600.
- Linje II: Boller-linjen med den legitimerede linje og friherrerne Rosenkrantz af Rosendal. Linjen udgik fra linje I i begyndelsen af 1500-tallet og uddøde i begyndelsen af 1700-tallet.
- Linje III: Arreskov-linjen
- Linje IV: Rosenholm-linjen. Efterkommere af Jørgen Ottesen Rosenkrantz til Rosenholm. Linjen uddød på mandslinjen med Frederik Christian Rosenkrantz i 1802.
- Linje V: Den friherrelige linje (af Villestrup). Sidelinje af linje IV. Linjen er "grundlagt" af Werner lensbaron Rosenkrantz (1700–1777) til Willestrup. Alle nulevende danske medlemmer af slægten er ud af denne linje. Slægtens stamsæde Rosenholm overgik til denne linje i 1802.
- Linje VI: Barritskov/Brusgård-linjen. Sidelinje af linje IV. Linjen er "grundlagt" af Otto Christian Rosenkrantz (1727–1785). Linjen er opkaldt efter herregården Barritskov, der efter Frederik Christian Rosenkrantz' testamentariske bestemmelser indgik i Stamhuset Rosenkrantz og arvedes af denne linje. Linjen uddøde på mandslinjen med Marcus Giøe Rosenkrantz i 1838.
- Linje VII: Rydhave-linjen.
- Linje VIII: Glimminge-linjen. Linjen er "grundlagt" af Axel Rosenkrantz (1552–1630). Blandt dennes sønner var de bekendte Holger Rosenkrantz "den rige" og Palle Rosenkrantz til Krenkerup. Linjen uddøde på mandslinjen med Erik Skeel Rosenkrantz (1772–1807) til Søby Søgaard.
- Linje IX: Ørup-linjen. Udgået fra linje I i begyndelsen af 1600-tallet. Som linjens "grundlægger" regner man Børge Rosenkrantz (død 1614) til det skånske gods Ørup. Slægten forblev på nævnte gods efter Skåne blev afstået til Sverige i 1660. Holger Rosenkrantz (1688–1758) blev 1752 naturaliseret i den svenske adel under navnet "Rosencrantz".
- Linje X: Den nyere skånske slægt. Udgået fra linje IX i begyndelsen af 1700-tallet. Slægten lever stadig i Sverige.
- Linje XI: Den sønderjyske linje. Udgået fra linje I i slutningen af 1300-tallet. Uddød ca. 1630.

## Fremtrædende medlemmer
Fra 1400-tallet frem til slutningen af 1700-tallet er slægtens medlemmer fremtrædende i dansk politik og centraladministration. Desuden har op mod en fjerdedel af alle Danmarks herregårde på et tidpunkt talt en Rosenkrantz i ejerrækken. Blandt de mest fremtrædende medlemmer af slægten kan nævnes:
- Rigshofmesteren Erik Ottesen (ca. 1427–1503)
- Rigsråd Jørgen Ottesen Rosenkrantz (1523-1596), medlem af formynderregeringen under Christian 4.'s ungdom. Grundlægger af herregårdene Rosenholm og Skaføgaard
- Rigsråd og teolog Holger Rosenkrantz "den lærde" (1574–1642)
- Gehejmeråd og baron Oluf Rosenkrantz (1623–85), der på grund af sit kritiske skrift "Apologia nobilitatis Danicæ" blev idømt en enorm bøde, der ruinerede ham.
- Statsminister Iver Rosenkrantz (1674–1745)
- Statsminister Frederik Christian Rosenkrantz (1724–1802).
- Statsminister Niels Rosenkrantz (1757–1824)
- Maler Arild Rosenkrantz (1870–1964) [1]

Udførlig stamtavle findes i "Danmarks Adels Aarbog 1985-87"

## Rosenkrantz i litteraturen
I Shakespeares skuespil Hamlet optræder et medlem af slægten, Frederik Holgersøn Rosenkrantz (1571–1602), som biperson, mens Tom Stoppard i sin Rosenkrans og Gyldenstjerne er døde gør vedkommende til hovedperson.